# Júnior Díaz
Júnior Díaz (San José, 12 september 1983) is een Costa Ricaans voetballer die bij voorkeur als aanvaller speelt. Hij tekende in juli 2015 een contract tot medio 2017 bij SV Darmstadt 98, dat hem transfervrij overnam van FSV Mainz. Diaz debuteerde in 2003 in het Costa Ricaans voetbalelftal. Hij is de zoon van de voormalige Costa Ricaanse vleugelspeler Enrique Díaz.

## Clubcarrière
Díaz speelde 66 wedstrijden voor Wisła Kraków, waarin hij vijfmaal trefzeker was. Hij won twee keer de Ekstraklasa, de Poolse voetbalcompetitie. Van 2010 tot 2012 stond Diaz onder contract bij Club Brugge, waar hij niet kon doorbreken. Op 16 september 2010 maakte hij zijn debuut voor Club Brugge in de Europa Leaguewedstrijd tegen het Griekse PAOK Saloniki. Die wedstrijd eindigde in een 1–1 gelijkspel, dankzij een doelpunt van Dorge Kouemaha voor Brugge en Stelios Melezas voor PAOK.

## Interlandcarrière
Díaz speelde zijn eerste wedstrijd in het Costa Ricaans voetbalelftal op 7 september 2003 tegen China. Hij maakte zijn eerste interlanddoelpunt tegen het Haïtiaans voetbalelftal. In mei 2014 werd hij opgenomen in de selectie voor het wereldkampioenschap 2014. In het nationaal elftal wordt hij als verdediger en als middenvelder opgesteld; Jorge Luis Pinto gaf op het WK de voorkeur aan Díaz in de verdediging.
Díaz vertegenwoordigde zijn vaderland eveneens op de Olympische Spelen 2004 in Athene. Daar werd de olympische selectie onder leiding van bondscoach Rodrigo Kenton in de kwartfinales uitgeschakeld door de latere kampioen Argentinië (4-0).

## Statistieken
| seizoen | club                 | land       | competitie         | duels | goals |
| ------- | -------------------- | ---------- | ------------------ | ----- | ----- |
| 2003/04 | Club Sport Herediano | Costa Rica | Primera División   | 36    | 1     |
| 2004/05 | Club Sport Herediano | Costa Rica | Primera División   | 16    | 1     |
| 2005/06 | Club Sport Herediano | Costa Rica | Primera División   | 26    | 3     |
| 2006/07 | Club Sport Herediano | Costa Rica | Primera División   | 33    | 2     |
| 2007/08 | Club Sport Herediano | Costa Rica | Primera División   | 18    | 3     |
| 2007/08 | Wisła Kraków         | Polen      | Ekstraklasa        | 7     | 1     |
| 2008/09 | Wisła Kraków         | Polen      | Ekstraklasa        | 28    | 2     |
| 2009/10 | Wisła Kraków         | Polen      | Ekstraklasa        | 27    | 2     |
| 2010/11 | Wisła Kraków         | Polen      | Ekstraklasa        | 4     | 0     |
| 2010/11 | Club Brugge          | België     | Jupiler Pro League | 12    | 0     |
| 2011/12 | → Wisła Kraków       | Polen      | Ekstraklasa        | 20    | 1     |
| 2012/13 | FSV Mainz            | Duitsland  | Bundesliga         | 18    | 1     |
| 2013/14 | FSV Mainz            | Duitsland  | Bundesliga         | 20    | 0     |
| 2014/15 | FSV Mainz            | Duitsland  | Bundesliga         | 19    | 1     |
| 2015/16 | SV Darmstadt 98      | Duitsland  | Bundesliga         | 11    | 0     |
| Totaal  | Totaal               | Totaal     | Totaal             | 295   | 18    |

## Erelijst
Wisła Kraków
- Pools landskampioen

2007/2008, 2008/2009, 2010/2011